# Réserve naturelle de Karadag
La Réserve naturelle de Karadag  (en russe : Карадагский природный заповедник ; en ukrainien : Карада́зький приро́дний запові́дник), est une réserve naturelle protégée de Crimée qui couvre une partie de la côte sud-est de la péninsule de Crimée. Entourant des montagnes, des steppes forestières, des rivages et des zones marines, Karadag est une zone de grande biodiversité et a fait l'objet de nombreuses études scientifiques au cours des 100 dernières années. Fondée en 1979, elle a une superficie d'environ 29 km². Elle abrite un grand nombre d'espèces endémiques de Crimée et d'importantes colonies d'oiseaux. La réserve est située à 36 km au sud-ouest de la ville de Feodosia et est actuellement administrée par l'Académie russe des sciences, c'est un site classé,.

## Topographie
La réserve de Karadag est située sur la côte sud-est de la péninsule de Crimée, sur la mer Noire, à l'extrémité orientale des monts de Crimée. Le site est construit sur la montagne Kara Dag, un massif volcanique qui s'est formé lors du Jurassique. Les rives sud des montagnes descendent vers la mer, créant un littoral de 8 km de baies, de plages et de grottes. 809 hectares du site couvrent des zones marines off-shore. Le secteur marin ainsi que la plage de galets et les falaises côtières jusqu'à 120 mètres, sont une zone humide RAMSAR d'importance internationale. La réserve est entourée par les villes côtières de Koktebel au nord et de Kurortne au sud .

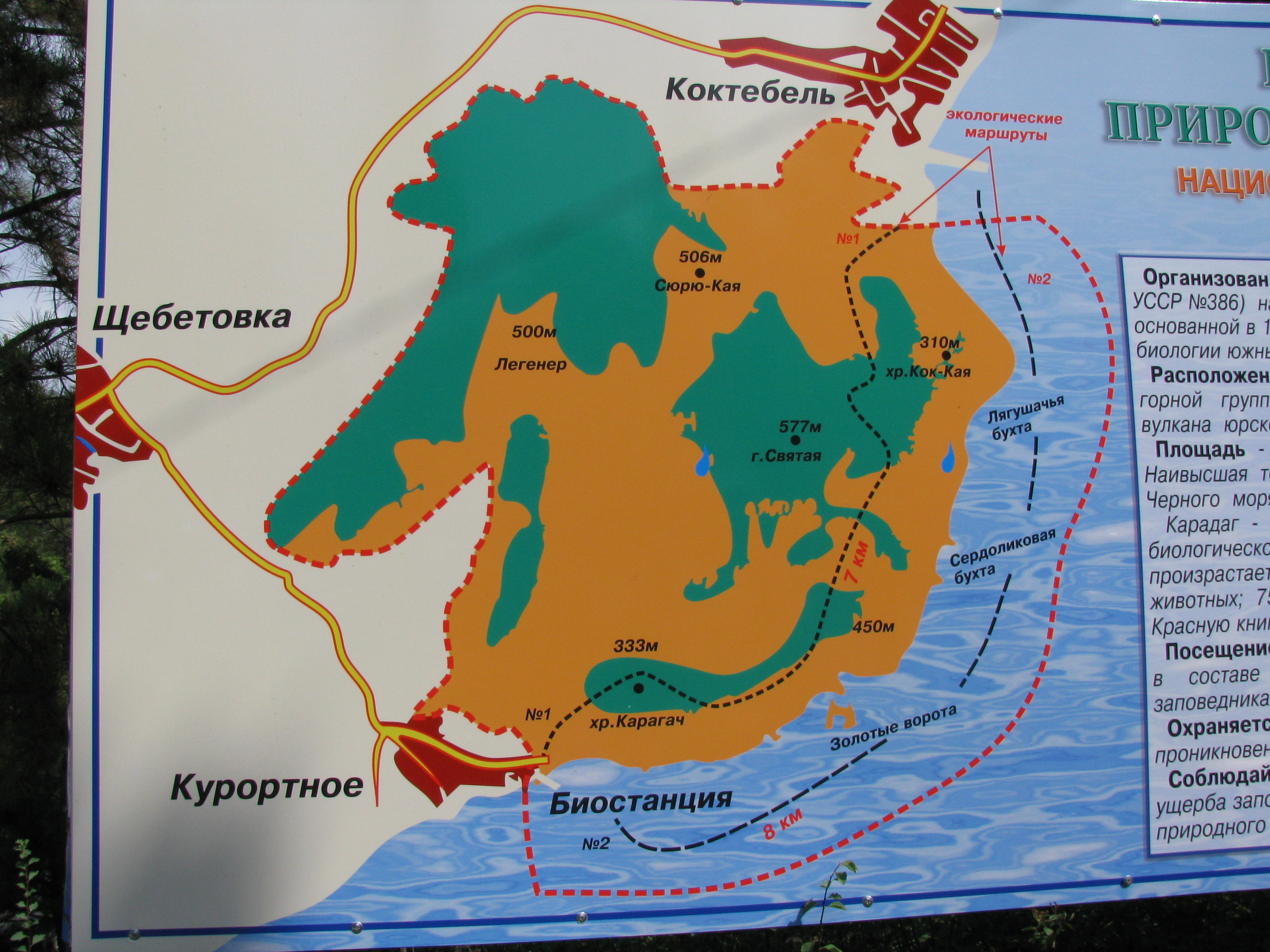
Carte affichée dans la réserve

## Climat et écorégion
La réserve se trouve à l'extrême ouest de l'écorégion des forêts subméditerranéennes de Crimée, une petite bande de territoire qui s'étend du sud de la péninsule de Crimée au nord des montagnes du Caucase .

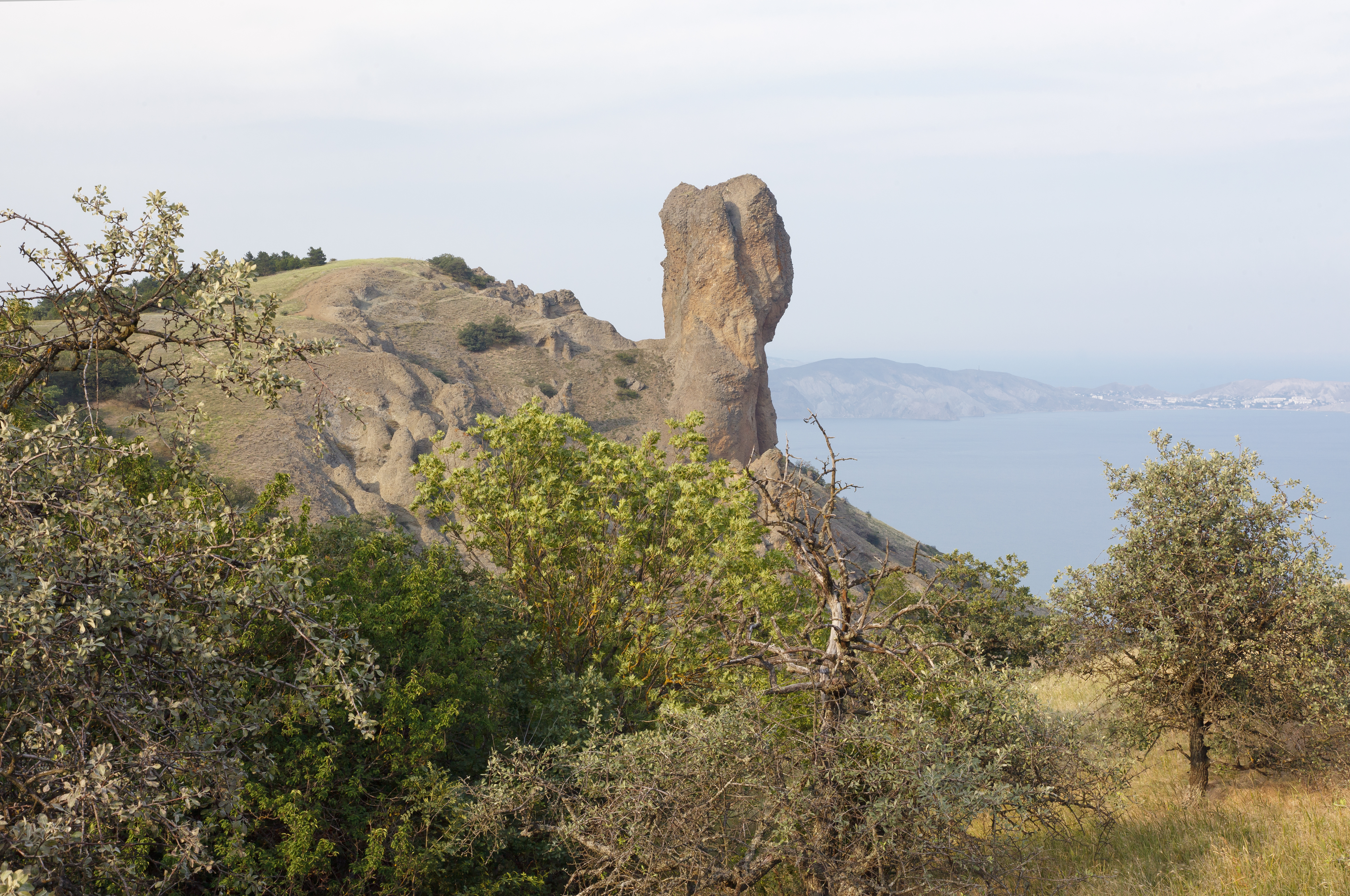
Le doigt du diable.

## Faune et flore
En raison de sa variété d'habitats et de sa position à la fois sur la montagne et sur la côte, la région est d'une grande biodiversité. Plus de la moitié des espèces végétales et animales de Crimée se trouvent dans la réserve de Karadag et un tiers des espèces endémiques de Crimée. 40% de la réserve est boisée, principalement de charme, frêne, pin et chêne. Les scientifiques ont recensé 1 154 espèces de plantes vasculaires, 115 espèces de poissons, 35 de mammifères et 236 espèces d'oiseaux. La zone est particulièrement importante pour les oiseaux piscivores, notamment une importante colonie de cormorans européens sur les falaises .

## Usage public
En tant que réserve naturelle stricte, l'objectif principal de Kara-Dag est la protection de la nature et l'étude scientifique. L'accès du public est limité : les loisirs de masse et la construction d'installations sont interdits, tout comme la chasse et la pêche. Un sentier écologique (randonnée) traverse la partie montagneuse de la réserve, enregistrant plus de 15 000 utilisateurs par an. Dans le village voisin de Kurortne, la réserve gère un centre de visites écologiques avec des expositions d'animaux et de plantes, et un «Dolphinarium» (aquarium et centre d'étude des dauphins) . Les scientifiques et le personnel de la Réserve parrainent des programmes éducatifs et des publications .

## Voir également
- Listes des réserves naturelles de Russie (aires protégées de classe Ia)
- Parcs nationaux de Russie